# Ocyptamus inca
Ocyptamus inca är en tvåvingeart som först beskrevs av Charles Howard Curran 1939.  Ocyptamus inca ingår i släktet Ocyptamus och familjen blomflugor.
Artens utbredningsområde är Peru. Inga underarter finns listade i Catalogue of Life.